# 坂本英之
坂本 英之（さかもと ひでゆき、1954年11月26日 - ）は、日本の建築家、環境デザインの研究者。工学博士。金沢美術工芸大学美術工芸学部デザイン科教授。石川県加賀市出身。財団法人北國総合研究所研究員、金沢市都市計画審議会委員など。

## 経歴
- 1954年 加賀市生まれ。
- 1986年 ドイツ政府給費留学・シュトゥットガルト大学都市デザイン研究所客員研究員。
- 1987年 シュタットバウ・アトリエ勤務（都市・建築デザイン）。
- 1994年 工学博士学位取得（シュトゥットガルト大学）。
- 1995年 金沢美術工芸大学助教授。
- 2003年 金沢美術工芸大学環境デザイン専攻教授。